# .tl
Pour les articles homonymes, voir TL.
.tl est le domaine de premier niveau national (country code top level domain : ccTLD) réservé au Timor oriental.
Ce sigle est issu de l'appellation originale du pays, à savoir Timor-Leste.